# El Pallars Sobirá
El Pallars Sobirá o Pallars Superior (oficialmente en catalán, Pallars Sobirà) es una comarca española, situada en la provincia de Lérida, comunidad autónoma de Cataluña. Junto con la comarca del Pallars Jussá, forma el territorio histórico del Pallars. Su territorio es muy montañoso y de difícil acceso.
La división comarcal de 1936 estableció la división del Pallars en dos comarcas: el Sobirà, o superior en castellano, que ocupa la parte septentrional, y el Jussà, o inferior, que ocupa la meridional. La división comarcal restablecida tras el establecimiento de la autonomía de Cataluña en 1987 respetó esta división, conforme al antiguo Condado de Pallars Sobirá.
Limita al norte con Francia (región de Occitania), al este con el principado de Andorra (parroquia La Masana), al sureste con la comarca de Alto Urgel, al sur con la comarca de Pallars Jussá, al suroeste con la comarca de Alta Ribagorza y al oeste con el Valle de Arán.
En la comarca se encuentra el pico más alto de Cataluña, la Pica d’Estats (3143 m). Cuenta con un único paso natural desde el sur, el desfiladero de Collegats, en el valle del Noguera Pallaresa. También se encuentra en la comarca la mayor parte del parque nacional de Aiguas Tortas y Lago de San Mauricio. Posee también un rico patrimonio prerrománico y románico. La mayor parte de su población se dedica al sector servicios.

## Geografía

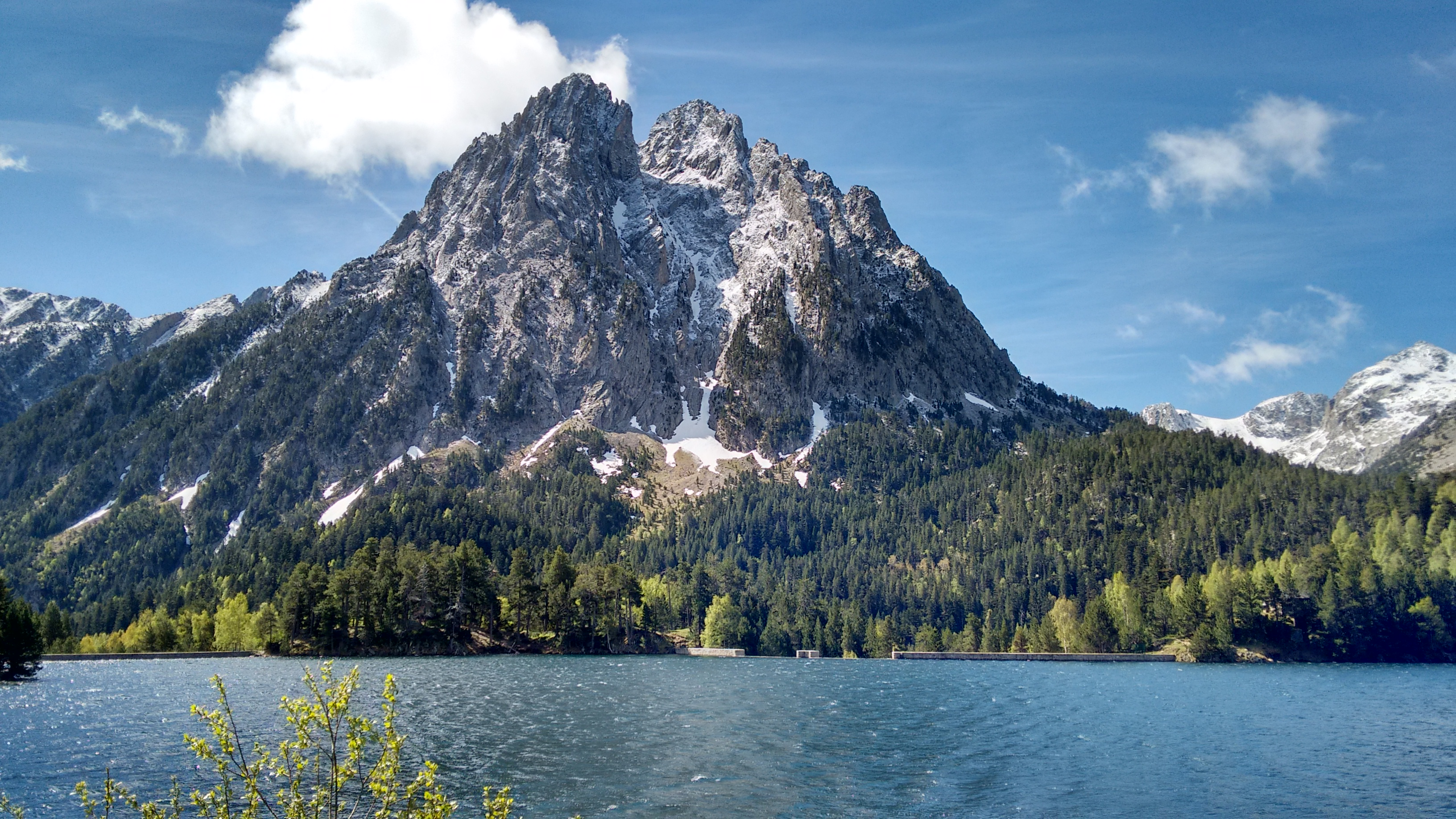
Los Encantados y el lago de San Mauricio.

El Pallars es una comarca plenamente pirenaica, donde el relieve es más accidentado y elevado. Comprende casi toda la cabecera del río Noguera Pallaresa, hasta el desfiladero de Collegats. En el norte, donde hace frontera con Francia, se sitúan los picos más elevados de Cataluña, entre ellos la Pica d'Estats, que al ser el más alto, son muchos los que la han querido coronar.
El Pallars Sobirá ha sido tradicionalmente una comarca aislada del resto. A ella se llega siguiendo el valle del río Noguera Pallaresa, el recorrido es largo y hay que pasar numerosos desfiladeros estrechos. La carretera tiene bastantes curvas. Fuera del eje de la Noguera, que continúa hacia el Valle de Arán por el puerto de la Bonaigua, solo hay algunas carreteras que comunican el Pallars Sobirá con el Alto Urgel, pero son estrechas y con muchas curvas ya que deben salvar fuertes desniveles. Las modernas comunicaciones no llegaron hasta bien entrado el siglo XX
El fuerte desnivel y la altitud han hecho que las aguas y el hielo modelen un relieve abrupto, con largas vertientes muy inclinadas y llenas de roquedos y canchales. El clima es de alta montaña en buena parte de la comarca y los inviernos son largos y fríos.
La mitad norte es más ancha, debido a la formación de tres grandes valles: el valle de Aneu, por el que fluye el río principal, el Noguera Pallaresa, el valle de Cardós, por el que discurre el Noguera de Cardós, y el Valle Ferrera, por el que discurre el Noguera de Vallferrera. Las montañas que la rodean también son más elevadas.
Desde el punto de vista de la geología, el Pallars Sobirá se incluye dentro del Pirineo axial, excepto el extremo sur, que pertenece al Prepirineo. Es el sector del Pirineo axial donde se alcanzan las cotas más elevadas. Entre las cumbres y el lecho de los ríos hay un desnivel de entre 1500 y 2000 metros. Esto ha hecho que las vertientes sean muy inclinadas, con relieve muy abrupto. Los acantilados son frecuentes. En ellos se encuentran rocas muy duras, constituidas sobre todo por pizarras. Hay sectores graníticos, como la cabecera del valle de Espot y del valle de Cardós. Allí donde hay granito, las crestas son más agudas, como la región de Los Encantados.

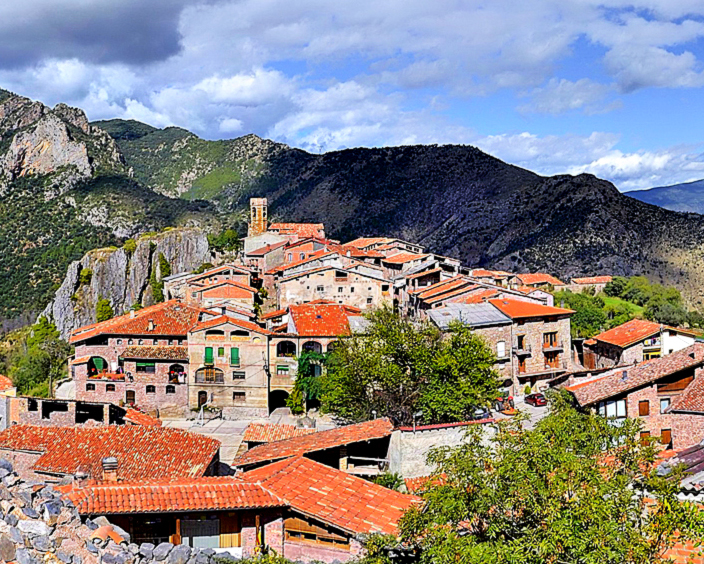
Peramea.

Casi todos los límites del Pallars Sobirá se apoyan en crestas y cumbres elevadas. Los más destacados son los que hay entre el valle de Cardós y el Valle Ferrera: la Pica d'Estats, con 3143 m, es el pico más alto de Cataluña. Cerca hay otros picos que superan los 3000 metros: el pico Verdaguer, con 3128 m, y el pico de Sotllo, con 3084 m.
Son numerosos los picos que superan los 2900 metros en el límite con Francia o Andorra, como el Pico de Baiau, con 2961 m, el pico de Medacorba, con 2907 m, con la Alta Ribagorza o el Valle de Arán, como el Gran Tuc de Colomèrs, con 2931 m, o con el Pallars Jussá, como el pico de Peguera, con 2982 m, el Pico de Subenuix, con 2950 m, el pico de Saburó, con 2905,7 m, etc. La lista podría ser muy larga. Las cimas citadas son solo una muestra de las montañas elevadas del Pallars Sobirá.

### Clima
Salvo el fondo de los valles inferiores, donde el clima es mediterráneo continentalizado, el conjunto del Pallars Sobirá se incluye dentro del área de clima de alta montaña. Aunque la altitud es el factor principal que determina el clima, hay que considerar también la orientación de las laderas, tanto en relación con el sol (solana y umbría) como en la procedencia de los vientos húmedos.
En general el clima es frío, con temperaturas medias anuales bajas, por debajo de los 10 °C. Esta es la temperatura media de Llavorsí, a 815 metros de altitud. Pero con la altitud las temperaturas bajan bruscamente, debido al desnivel repentino de las laderas. Por encima de los 2000 metros, las medias se sitúan por debajo de los 3,5 °C.
El contraste entre las diferentes estaciones del año es notable. Los veranos son frescos y los inviernos largos y fríos. Con el invierno se produce a menudo inversión térmica, con temperaturas anormalmente bajas en el fondo de los valles y formación de nieblas. Por eso las medias de invierno son menos contrastadas que las de verano, entre los valles y las laderas superiores. Las medias de enero en los valles se sitúan en torno a los 2 °C y 3,5 °C. Las de julio son de 19 °C y 12 °C respectivamente.
Las precipitaciones también varían según la altitud. En el fondo del valle principal se registra un fenómeno de sombra pluviométrica. En el caso del Pallars Sobirá, la expresión es muy significativa, como si las altas montañas que la bordean hicieran sombra a la formación de lluvias en las partes bajas. En Llavorsí, por ejemplo, la media anual es de 673 mm, la mitad de la precipitación que se recoge en un año en el lago de San Mauricio.

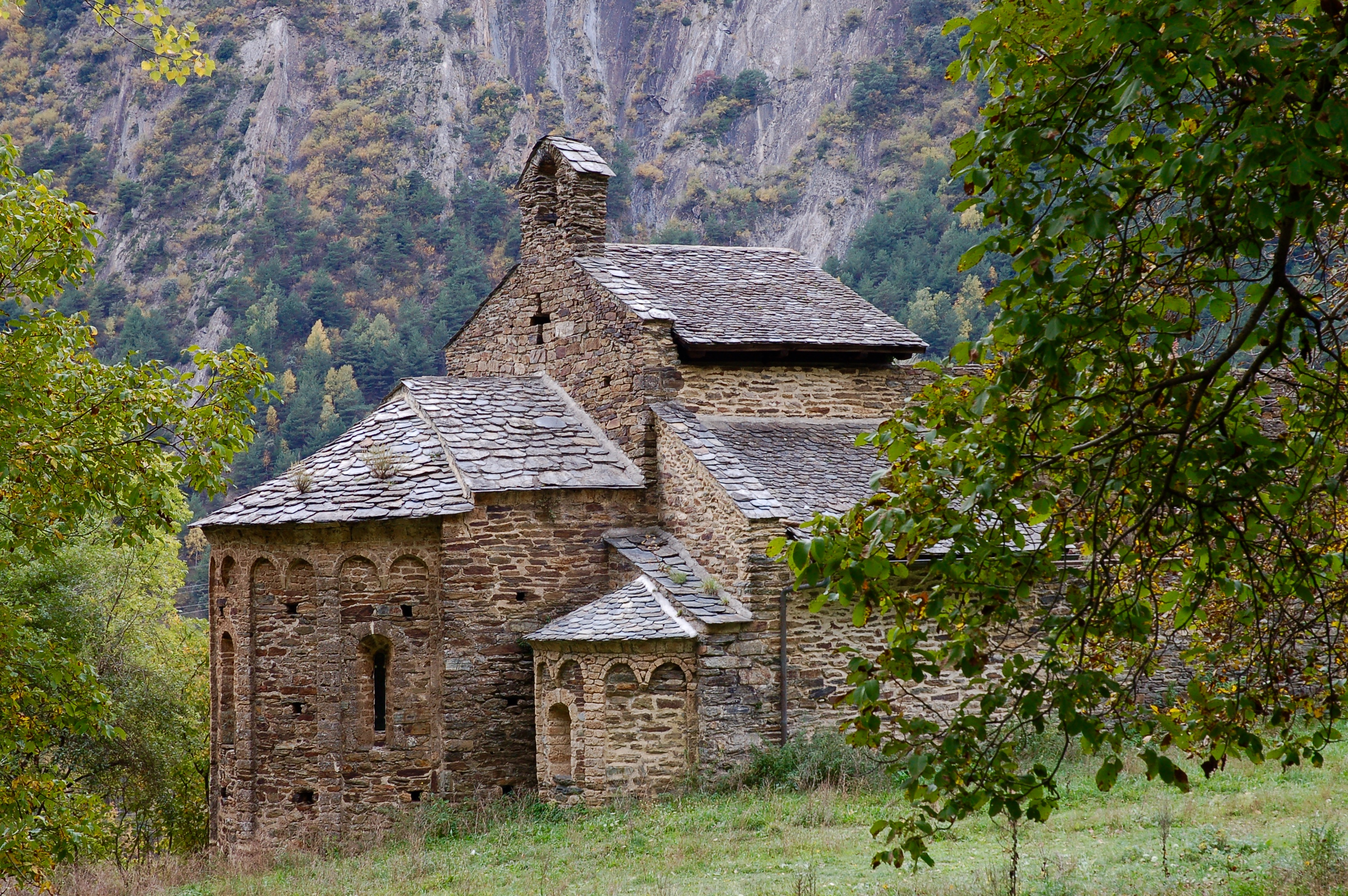
Monasterio de San Pedro de Burgal.

No se puede establecer una relación directa entre las precipitaciones y la altitud, ya que hay que tener presente por donde entran con más frecuencia los vientos húmedos que provocan lluvias o nevadas. En las vertientes del noroeste, que dan al Valle de Arán, cae más precipitación porque están más expuestas a los vientos húmedos procedentes del Atlántico.
La estación menos lluviosa es el invierno, momento en el que las precipitaciones suelen ser en forma de nieve, con más intensidad a medida que aumenta la altitud. En el resto del año no hay muchas diferencias. No se produce el mínimo característico de pocas precipitaciones en verano como sucede en las tierras de clima mediterráneo. En el Pallars, en verano se producen muchas tormentas, que descargan con fuerza muchas tardes estivales.

## Economía
Su base económica ha sido siempre el aprovechamiento y explotación de los recursos naturales: agricultura, ganadería y la silvicultura. Pero estas actividades tradicionales han disminuido mucho los últimos años. La superficie agrícola actual está dedicada básicamente a prados y forrajes para el ganado vacuno, destinado sobre todo a la producción de leche. La ganadería ovina ha perdido importancia, así como la equina.
La economía actual gira, además de sobre la ganadería y la silvicultura, en torno a la producción eléctrica y del turismo, que en el Pallars Sobirá parece tener un futuro esperanzador, ya que el paisaje es rico y variado, y cada vez más apreciado por la población que vive en las ciudades.
El Pallars Sobirá tenía un producto interior bruto en 2017 de 181,9 millones de euros, con una renta per cápita de 26 400 euros, el 84,5 por ciento de la media de Cataluña, 33 100 euros. Este valor está cercano proporcionalmente a la renta familiar disponible bruta por habitante (una vez restados del PIB los beneficios no distribuidos por las empresas, los impuestos sobre la renta de las personas físicas, el impuesto sobre sociedades y las cotizaciones sociales), que es de 14 800 euros, el 87,2 por ciento de la media de Cataluña, que es de 17 000 euros.
Al ser una comarca de alta montaña en buena parte, con recursos para el esquí y el excursionismo, el valor añadido más importante lo aporta el sector servicios, con 119,3 millones de euros, seguido de la industria, con 25,6 millones, la construcción, con 16,4 millones, y la agricultura, con 5,5 millones.
En el sector servicios, el valor más importante es el de la hostelería, con 40,3 millones, seguido de la administración, con 31,4 millones, las actividades inmobiliarias, con 24,8 millones, el comercio (9,8), el transporte (6,7) y las finanzas (6,3).

### Agricultura y ganadería

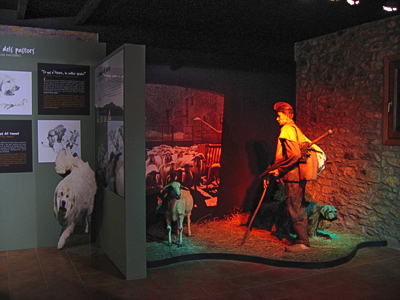
Museo de los Pastores de Llessui.

Actualmente existe poca actividad relacionada con la agricultura, debido al abandono de los numerosos pequeños campos que había cerca de los núcleos de población. Con la despoblación, las tierras han dejado de ser trabajadas. Al fondo del valle, también se han abandonado las tierras, ya que muchos productos que antes se recogían, ahora se compran fuera de la comarca. El resultado es que ahora solo hay unas 4000 ha de cultivo, menos del 3% de la superficie total comarcal.
Años atrás se cultivaba de todo, de cara el consumo doméstico, ya que no era fácil comprar productos, debido al aislamiento y la distancia. Hasta se cultivó la vid y el olivo. El trigo se sembró por encima los 1500 metros, con producciones muy bajas. Poco queda ahora de los cultivos de cereal (trigo, cebada, avena, centeno), de patatas, de judías, de algunas hortalizas y manzanos. Solo un total de 600 ha, de las cuales más de la mitad ya son de cereales. El resto son cultivo de forrajes para el ganado, en especial esparceta en las tierras más delgadas y secas, y alfalfa en las más frescas.
En cambio hay mucha superficie ocupada por prados y pastos que, en parte, corresponden a antiguas tierras cultivadas, y prados naturales de alta montaña. Casi la mitad de la comarca (45%) está ocupada por bosques.
La ganadería ovina ha sido tradicionalmente la más importante, y era motivo de importantes trashumancias entre los prados de alta montaña y las llanuras del interior de Cataluña. Pero los rebaños de ovejas se han reducido mucho, como también los equinos. Actualmente predomina la ganadería bovina para leche.  Actualmente hay unos 45 000 cabezas de ovinos y 8630 de bovinos.

### Centrales hidroeléctricas

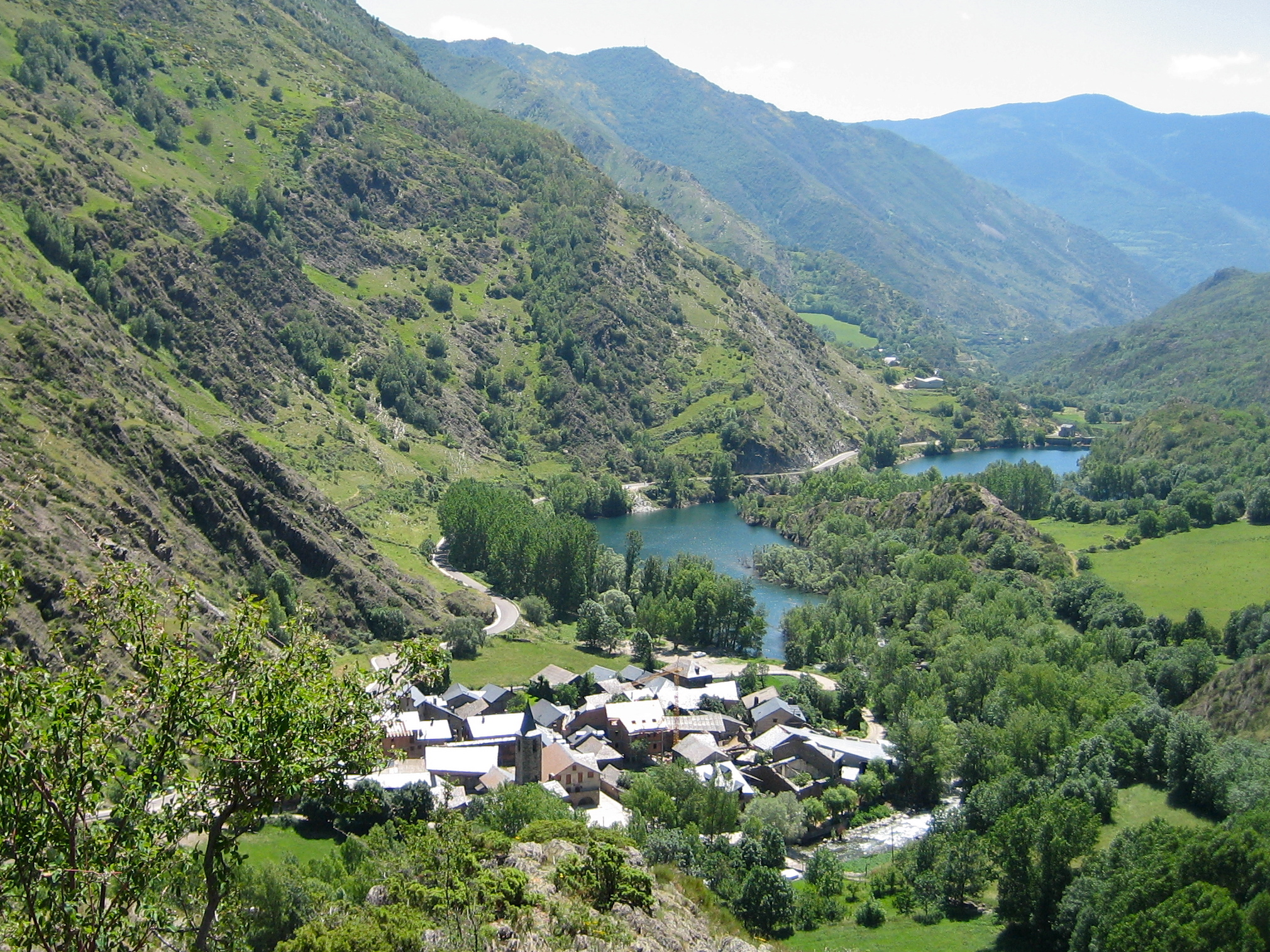
Embalse de Borén.

La producción hidroeléctrica se encuentra muy presente en la mitad norte de la comarca. A principios de siglo se establecieron diferentes centrales hidroeléctricas, todas de dimensiones reducidas. Las grandes obras se realizaron a partir de la década de 1950, con la creación de las centrales de Espot, Lladrons y San Mauricio en el valle del río Escrita, las centrales de la Torrassa y de Esterri de Aneu en el río Noguera Pallaresa, y las centrales de Llavorsí, de Tavascan superior e inferior y de Montamara en el valle de Cardós.

### Industria
La industria es escasa, pero años atrás tuvieron cierta importancia la producción de hierro y el sector textil.
El mineral se extraía de las diversas minas que había en la comarca, la fuerza motriz para hacer funcionar las fraguas se obtenía de la corriente de agua de los ríos caudalosos y la energía calorífica de los troncos cortados en los bosques. El máximo esplendor de esta industria se produjo a lo largo de los siglos XVII y XVIII, pero a mediados del siglo XIX entraron en crisis, porque no podían competir con los nuevos altos hornos.
La industria textil, actualmente desaparecida, ha tenido siempre un carácter casero, u organizada en pequeñas empresas, y se centraba sobre todo en la elaboración de lana, lino y cáñamo.
Otras actividades industriales son las relacionadas con la madera. Hubo varias aserraderos en varios lugares de la comarca, ahora casi todos parados. Los troncos han sido durante mucho tiempo transportados aprovechando la fuerza de la corriente de los ríos, hasta Lérida y Tortosa. Los troncos se ataban formando grandes balsas sobre las que se transportaban también otros productos, como hierro y sal. Ahora hay un importante aserradero en el valle de Cardós.
La sal se obtenía en las salinas de Gerri de la Sal donde aprovechaban las aguas muy cargadas de sal que brotan de una fuente situada en el norte de este pueblo. El agua se conducía hasta las balsas o eras de evaporación que hay a lo largo de una planicie situada en el margen derecho del río Noguera Pallaresa. Las riadas de noviembre de 1982 dañaron mucho estas instalaciones.
Importante para la economía de la comarca fue la cooperativa lechera de Sort, creada en 1932. Esta cooperativa, como sucedió en el Alto Urgel y el Pallars Jussá, modificó el sistema de explotación agrícola y ganadero de la comarca. A partir de ese momento tendió hacia una ganadería bovina para la producción de leche y la agricultura se orientó a la producción de forrajes.

### Turismo

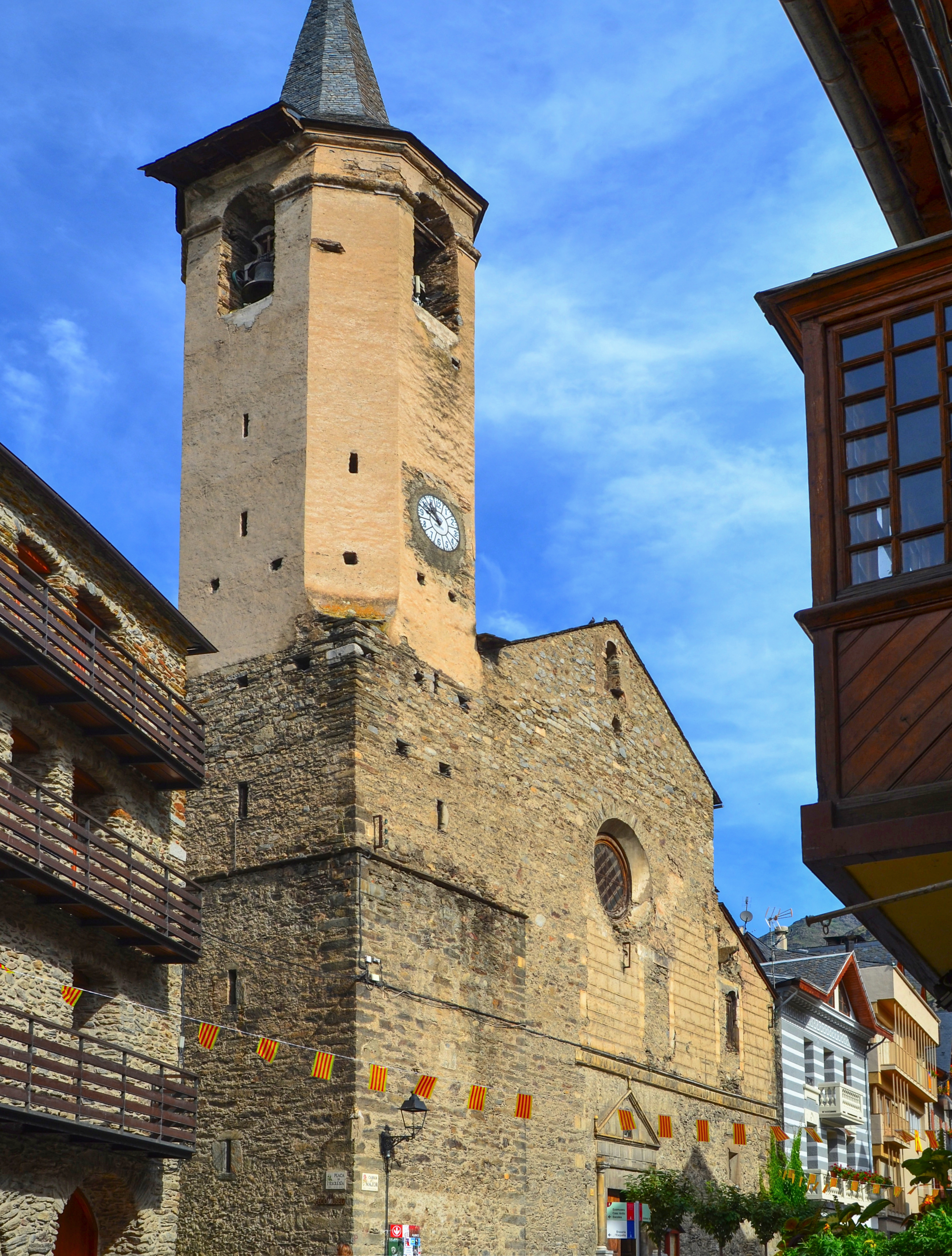
Iglesia de Esterri de Aneu.

El turismo es la base económica de la comarca y el que ofrece el futuro más esperanzador. El paisaje es un recurso cada vez más apreciado en la actual sociedad urbana e industrial. El Pallars Sobirá dispone de lugares de gran interés paisajístico, al que va unido el deportivo, en especial el esquí. Una parte importante del parque nacional de Aiguas Tortas y Lago de San Mauricio se sitúa dentro del Pallars Sobirá, en el valle de Espot. Pero la riqueza natural no se acaba en este sector. Casi se podría decir que toda la comarca tiene un elevado interés natural y paisajístico. Este es el recurso principal del que disponen actualmente los habitantes del Pallars Sobirá y es necesario que lo exploten y aprovechen de manera ordenada, de cara a no dañarlo.
En los últimos años los deportes de aguas bravas han dado un nuevo impulso a la comarca, gente de todo tipo viene a practicar deportes en el río Noguera Pallaresa, considerado uno de los mejores ríos para la práctica de deportes de aventura, como el kayak, rafting o hidrospeed, entre otros.
La red vial es fundamental para facilitar el acceso de los visitantes. Hasta 1935 no se completó la red viaria básica que atraviesa toda la comarca, siguiendo el fondo del valle del Noguera Pallaresa, hasta el puerto de la Bonaigua y el valle de Arán. Desde entonces, la carretera no ha mejorado como sus habitantes desean.
Otras carreteras son las que comunican el Pallars Sobirá con el Alto Urgel, de gran importancia para las comunicaciones entre las dos comarcas. Hay que tener presente que una parte de la leche producida en el Pallars Sobirá se exporta a Seo de Urgel.

## Municipios
El clima y la orografía han limitado siempre el poblamiento, el empleo y la actividad humana. Se registra un máximo demográfico en 1860 con 20 000 habitantes, población que se puede considerar bastante elevada teniendo en cuenta las condiciones naturales de la comarca, pero a partir de esta fecha el despoblamiento es constante. El padrón de 1986 registra una población de 5464 habitantes, casi la cuarta parte de la que había 130 años antes.
Históricamente, la población también ha sido escasa con respecto a las demás comarcas de Cataluña. Según los datos disponibles, la población del Pallars Sobirá en 1718 era ligeramente superior a los 10 000 habitantes. Como en toda Cataluña, la población aumentó mucho en el siglo XVIII. Era una población muy diseminada en pequeños núcleos, al fondo del valle y en las laderas inferiores y más soleadas. El censo de 1787 registra una población cercana a los 13 000 habitantes. Sort, Esterri de Aneu y Gerri de la Sal eran las localidades más pobladas.
Después llegan años con conflictos bélicos y sociales, con un estancamiento económico y demográfico. Pero a mediados del siglo XIX, el campesinado vuelve a crecer, por lo que el primer censo moderno, de 1857, presenta una población de 18 762 habitantes, 20 959 si se tiene en cuenta todo el partido judicial, que comprendía también todo el valle de Cabdella, pero no incluía Castellás. El censo de 1860 registra el máximo demográfico conocido del Pallars Sobirá, con 20 112 habitantes. Destaca Sort, que censa una población de 3045 habitantes.
| Municipio                          | Habitantes | Códigos postales    | Municipio                        | Habitantes | Códigos postales    |
| ---------------------------------- | ---------- | ------------------- | -------------------------------- | ---------- | ------------------- |
| Alíns (Alins)                      | 248        | 25573, 25574, 25575 | Lladorre                         | 224        | 25576, 25577        |
| Alto Aneu (Alt Àneu)               | 454        | 25586, 25587, 25589 | Llavorsí                         | 334        | 25595               |
| Baix Pallars                       | 380        | 25590, 25591, 25592 | Rialp                            | 631        | 25594               |
| Espot                              | 374        | 25597               | Soriguera                        | 336        | 25566, 25569 25593  |
| Esterri de Aneu (Esterri d'Àneu)   | 773        | 25580               | Sort                             | 2113       | 25560, 25567, 25568 |
| Esterri de Cardós                  | 70         | 25571               | Tirvia (Tírvia)                  | 124        | 25595               |
| Farrera                            | 105        | 25595               | Valle de Cardós (Vall de Cardós) | 363        | 25570, 25572        |
| La Guingueta (La Guingueta d'Àneu) | 354        | 25588, 25596, 25597 |                                  |            |                     |